# Yayoi Kusama

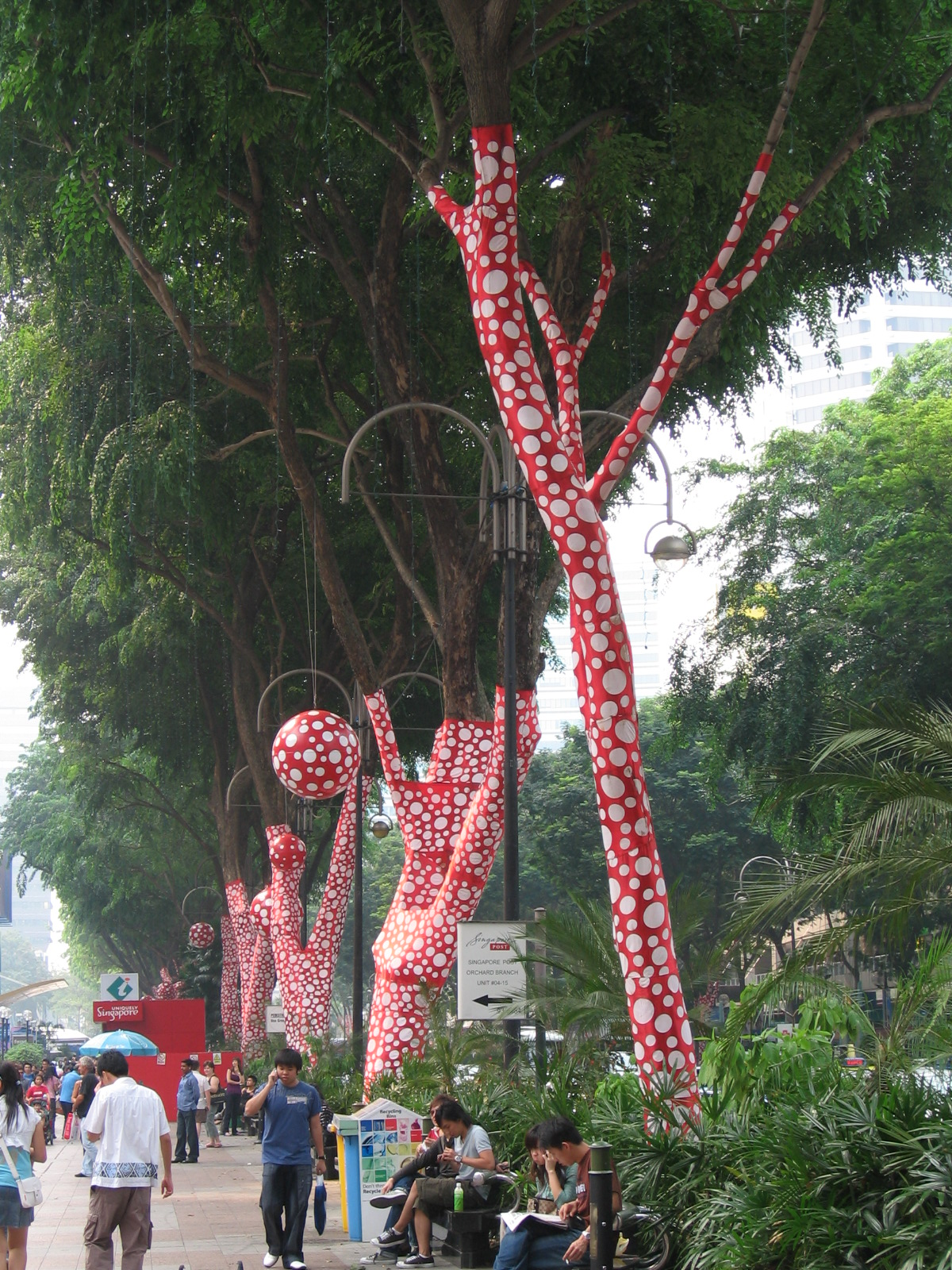
Ascension of Polka Dots on the Trees, Singapore Biennale, Orchard Road, Singapur

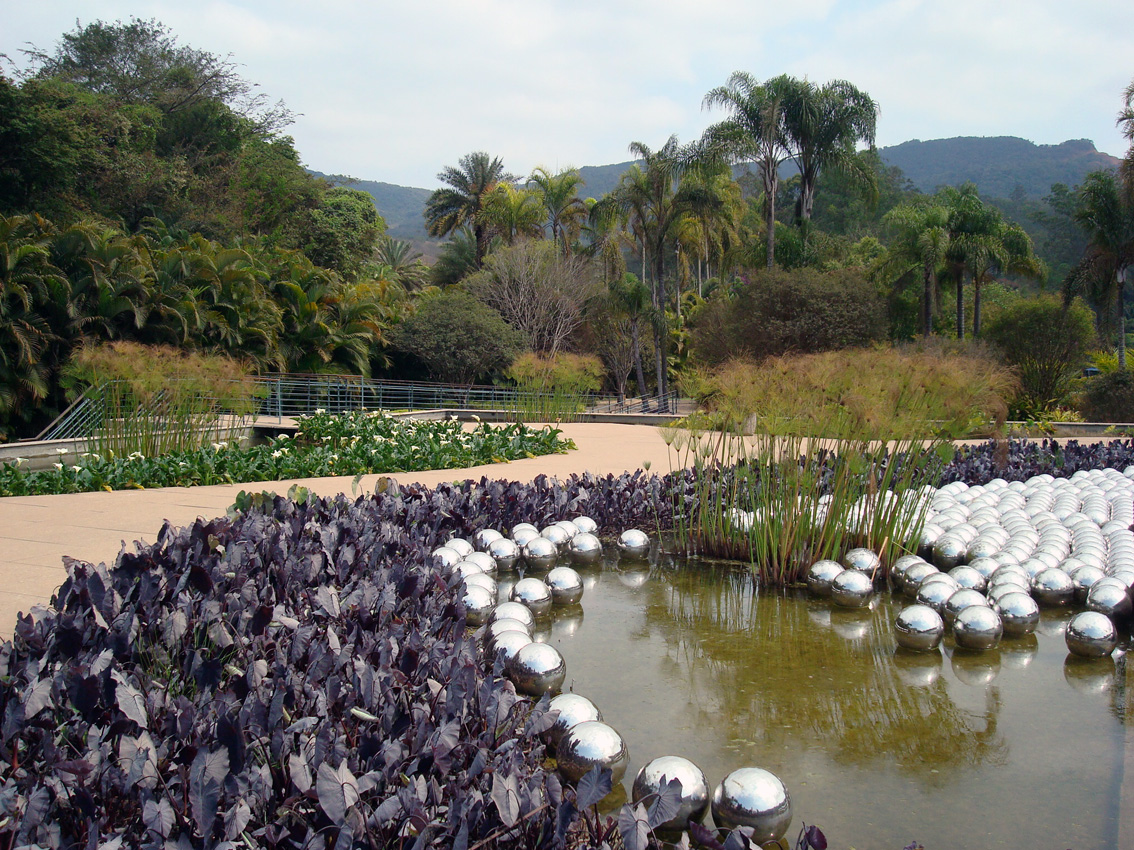
Objekt im Inhotim, Brasilien

Yayoi Kusama  (in japanisch 草間 彌生, modern: 草間 弥生, Kusama Yayoi; * 22. März 1929 in Matsumoto, Präfektur Nagano, Japan) ist eine der bedeutendsten japanischen Künstlerinnen der Nachkriegszeit. Sie lebte zwischen 1958 und 1972 vorwiegend in New York. Ihre bekanntesten Kunstwerke, Aktionen und Happenings entstanden in dieser Zeit. Ihr Markenzeichen sind Polka Dots, farbige Punkte, die sie auf Leinwände, Skulpturen und Menschen malt. Am 27. September 2017 eröffnete die Künstlerin in Tokyo ihr eigenes Museum. Sie zählt zur wichtigsten Vertreterin der Soft Sculpture.

## Kindheit in Japan
Ihre Kindheit und Jugend im Elternhaus war von Strenge und Autorität geprägt. Japan war zu dieser Zeit ein faschistoider Militärstaat. Kusama musste im Zweiten Weltkrieg ab 1941, im Alter von nur 12 Jahren, in einer Fallschirmfabrik arbeiten. Ihre Mutter wünschte, dass ihre Tochter traditionell aufwächst. Ständiger Druck, Ablehnung und Entfremdung von ihrer Mutter könnten zu Kusamas schon in der Kindheit beginnenden Krankheit geführt haben, die sich in Halluzinationen zeigte. Kusama sah Punkt- und Netzmuster und fürchtete, sich darin aufzulösen.

„Ich sah auf das rote Muster der Tischdecke, als ich aufblickte, bedeckte dasselbe rote Muster die Decke, die Fenster und die Wände, und schließlich den ganzen Raum, meinen Körper und das Universum. Ich begann mich selbst aufzulösen, und fand mich in der Unbegrenztheit von nicht endender Zeit und in der Absolutheit der Fläche wieder. Ich reduzierte mich auf ein absolutes Nichts.“

Die Halluzinationen wurden zum Bestandteil ihrer Kunst. Schon 1939 fertigte sie Zeichnungen an, in denen sie die Muster verarbeitete. Kusama litt außerdem an ausgeprägter Angst vor phallischen Objekten, Sexualität und Essen.

## Erste Erfolge
1948 ging Kusama an die Kyoto School of Arts and Crafts. Ihre Mutter ließ sie unter der Bedingung gewähren, dass sie bei Verwandten in Kyōto japanische Etikette erlernt. Zu dieser Zeit war es für eine Frau schwer, in der Welt der Kunst in Japan Fuß zu fassen; und wenn auch nur in den traditionellen Künsten.
Trotzdem hatte Kusama in den nächsten Jahren neun Ausstellungen (sechs Einzelausstellungen), die erste Einzelausstellung 1952 in der Matsumoto Civic Hall, der Bürgerhalle ihrer Heimatstadt. Viele Bilder aus dieser Schaffensperiode wurden von der Künstlerin vernichtet, bevor sie nach New York ging. Zur gleichen Zeit begann sie mit einer psychiatrischen Behandlung. Sie schämte sich nie wegen ihrer Krankheit und ging offen damit um.
Sie wurde landesweit bekannt, von der japanischen Kunstwelt jedoch weitgehend abgelehnt. Als 1955 ihre Werke auf der 18th Biennial at the Brooklyn Museum ausgestellt werden sollten, beschloss sie, nach New York zu ziehen. Ihre Eltern gaben ihr Geld für den Flug unter der Bedingung, dass sie nie wieder zurückkehrt. Nach einem Aufenthalt in Seattle lebte sie ab 1957 in New York.

## Beginn in New York
Da Kusama keine finanzielle Unterstützung hatte, war sie auf den Verkauf ihrer Bilder angewiesen. Sie wurde in der New Yorker Kunstszene zunächst dadurch bekannt, dass sie von Galerie zu Galerie ging, um Ausstellungsfläche zu bekommen. Der finanzielle Erfolg blieb aus. Großformatige (bis 2 × 4 Meter) Versionen ihrer Infinity Nets mit gleichförmigem Netzmuster über die gesamte Leinwand kosteten zu dieser Zeit nur 350 US-Dollar. Kusama fühlte sich in New York nicht wohl, und ihre Krankheit verschlechterte sich. 1961 war sie erneut in psychiatrischer Behandlung.

## Phallische Skulpturen
1961 erschloss sich Kusama Stoffskulpturen als künstlerisches Mittel. Sie begann, Möbel und andere Haushaltsgegenstände lückenlos mit phallusartigen Stoffwülsten zu überziehen. Eines der bekanntesten Werke ist die Couch Accumulation #1, die zusammen mit Werken von Andy Warhol 1962 in der Green Gallery ausgestellt wurde. Die Auseinandersetzung mit phallischen Formen wird von manchen Betrachtern als Aufarbeitung sexueller Ängste interpretiert. Kusama war zu diesem Zeitpunkt in einer psychotherapeutischen Behandlung.
Die Skulptur Traveling Life von 1964 besteht aus einer von phallischen Formen überwucherten Leiter, als Sinnbild für Kusamas beschwerlichen Werdegang in der von Männern dominierten Kunstszene. Diese Interpretation scheint naheliegend, da auf den Stufen der Leiter Frauenschuhe stehen.

## Fotografie und Selbstdarstellung
Ab Mitte der 1960er setzte Kusama Fotografien ein, um ihre Arbeiten bekannt zu machen. Diese Fotos waren von Kusama genau geplant, oft von bekannten Fotografen aufgenommen. Kusama posierte dafür oft theatralisch, ähnlich einem Model. In manchen Aufnahmen war sie nackt mit Punkten bemalt. Das kann als Schritt hin zu Happenings, Events und Performances gesehen werden, in denen sie Grenzen zwischen, Kunst, Mensch und Umwelt auflösen wollte. Sonst gab sich Kusama in der Öffentlichkeit medienwirksam in anspruchsvolle traditionelle Kimonos gehüllt.

## Happening und Performance
1966 erlangte Kusama mit dem Happening Narcissus Garden internationale Bekanntheit. Nachdem Kusamas Arbeiten nicht für die Biennale in Venedig ausgewählt wurden, beschloss sie, ihre Installation Narcissus Garden, 1500 spiegelnde Kugeln, vor der Ausstellungshalle aufzubauen. Passanten konnten eine Kugel für 1200 Lire (heute ungefähr 0,62 Euro) erwerben. Ein Schild mit der Aufschrift „Your Narcisium For Sale“ verwies auf den Narzissmus, der Kunsterwerb und Besitz innewohnt. Bis die Veranstalter der Biennale Kusamas Aktion polizeilich beendeten, war sie bereits zur bekanntesten Künstlerin dieser Biennale geworden.
Es folgten Happenings in New York wie das 14th Street Happening: Kusama lag auf dem Bürgersteig inmitten weißer, rotgepunkteter phallusartiger Kissen. In Walking Piece ging sie in einem pinkfarbenen Kimono und einem mit Plastikblumen dekorierten Regenschirm durch New York.
Kurz darauf begann Kusama mit Bodypainting Events, in denen sie, teils in der Öffentlichkeit, nackte Personen mit Punkten bemalte. Ebenso wie in ihren Halluzinationen sollen die Punkte Grenzen aufheben. Grenzen zwischen ihrer Kunst, den Menschen und ihrer Umgebung und Grenzen der Menschen untereinander. Das Self Obliteration Event, das 1967 an der Brooklyn Bridge stattfand, zählt zu ihren bekanntesten. Viele dieser Veranstaltungen wurden von der Polizei aufgelöst. In den Fotosessions, Happenings und Events sind Elemente erkennbar, die im Nachhinein als Vorläufer der Kunstrichtung Performance gesehen werden können.
Ende der 1960er-Jahre übernahm Kusama Ideen der Hippiebewegung: Anarchismus, Pazifismus, Nudismus und freie Liebe. Anfang der 1970er gründete sie mehrere Firmen wie Kusama Fashions oder das nicht jugendfreie Magazin Kusamas Orgy. Der Erfolg blieb jedoch aus, und sie kehrte 1973 nach Japan zurück.

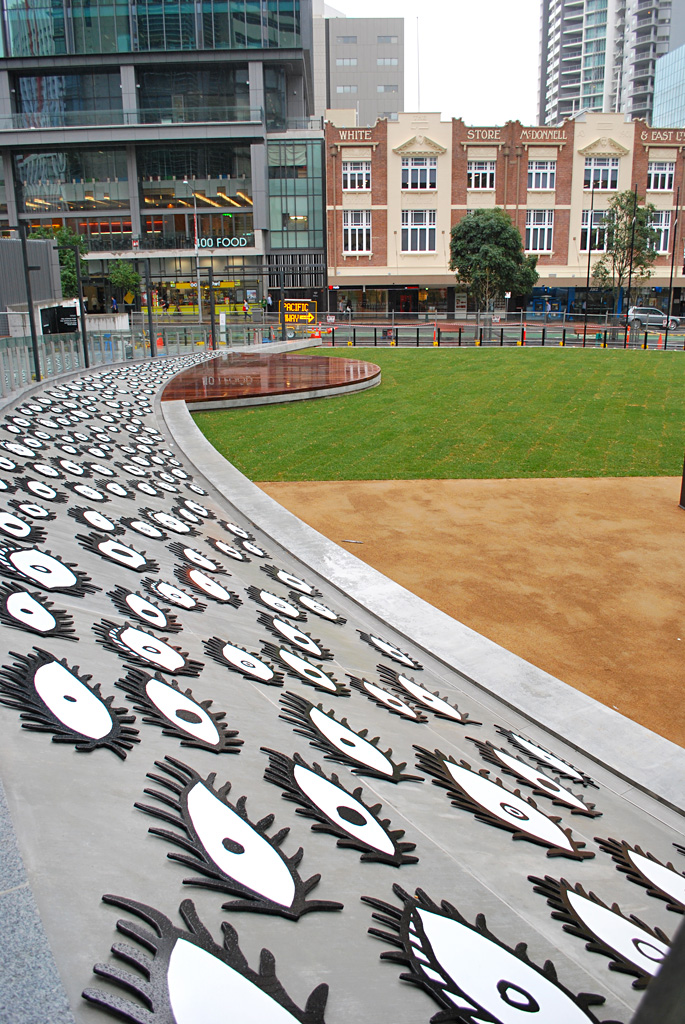
Eyes Are Singing Out in Brisbane
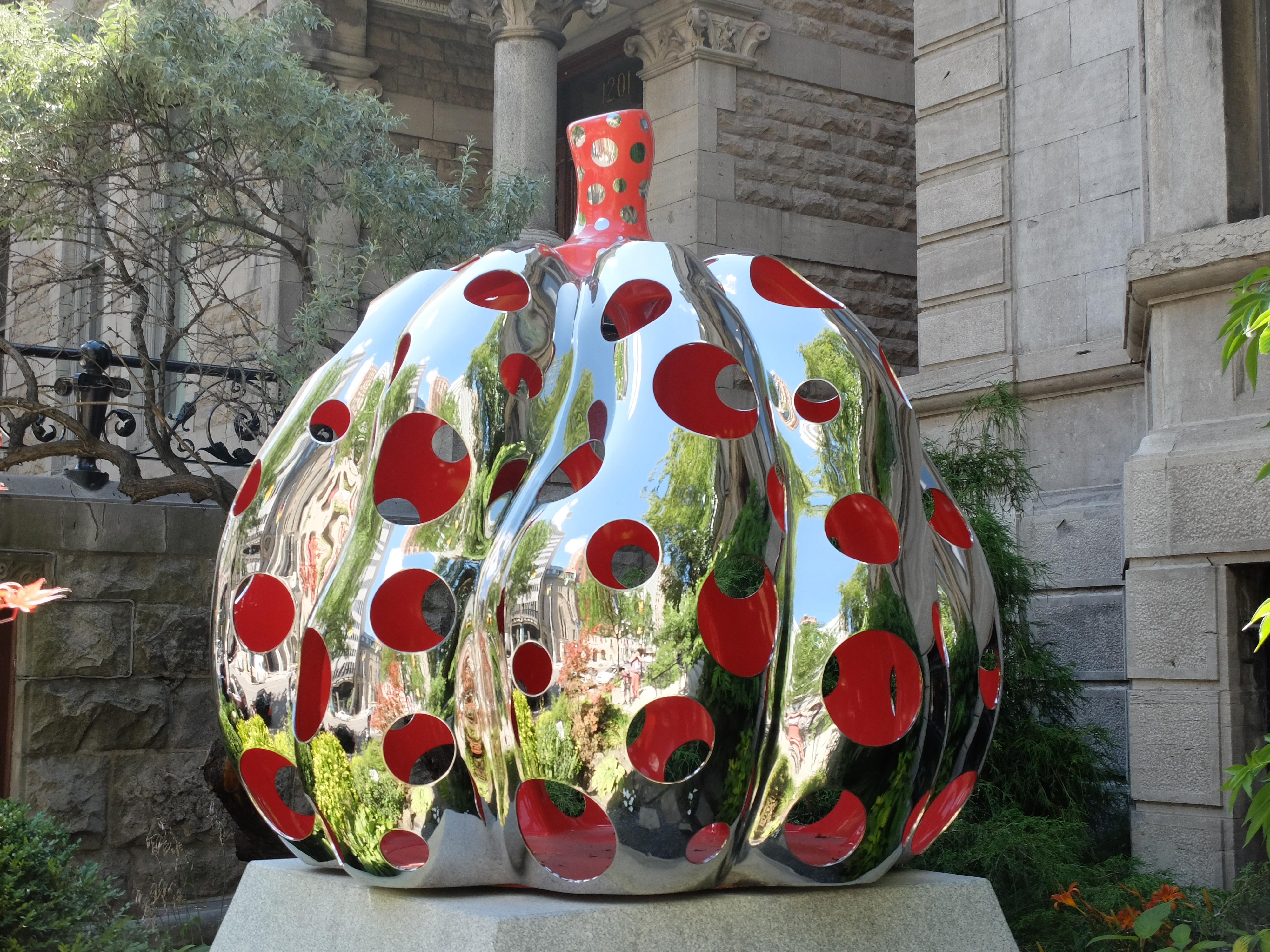
Kürbis in der Sherbrooke Street Montreal
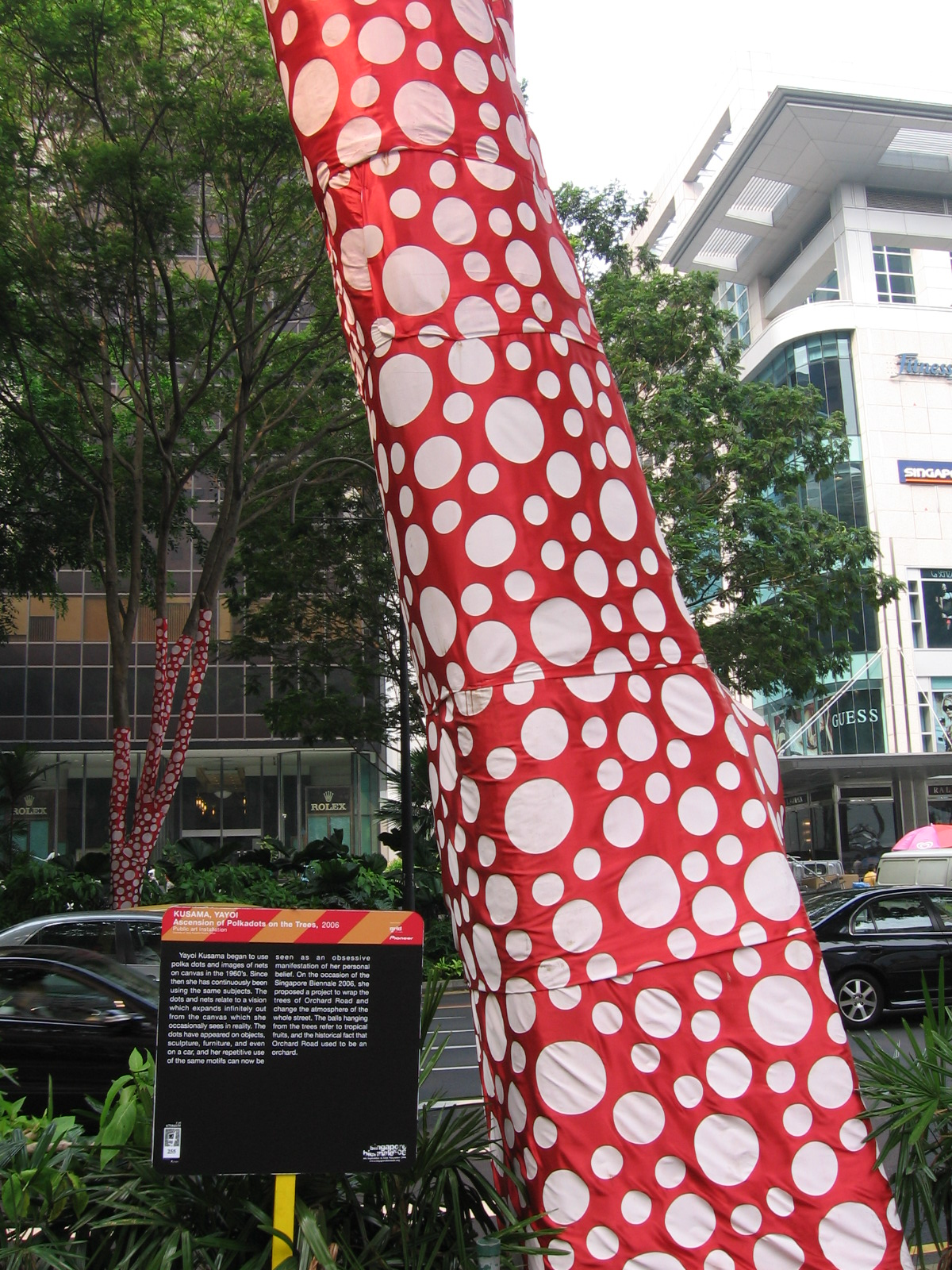
Polkadots on Trees, Singapore Biennale (2006)
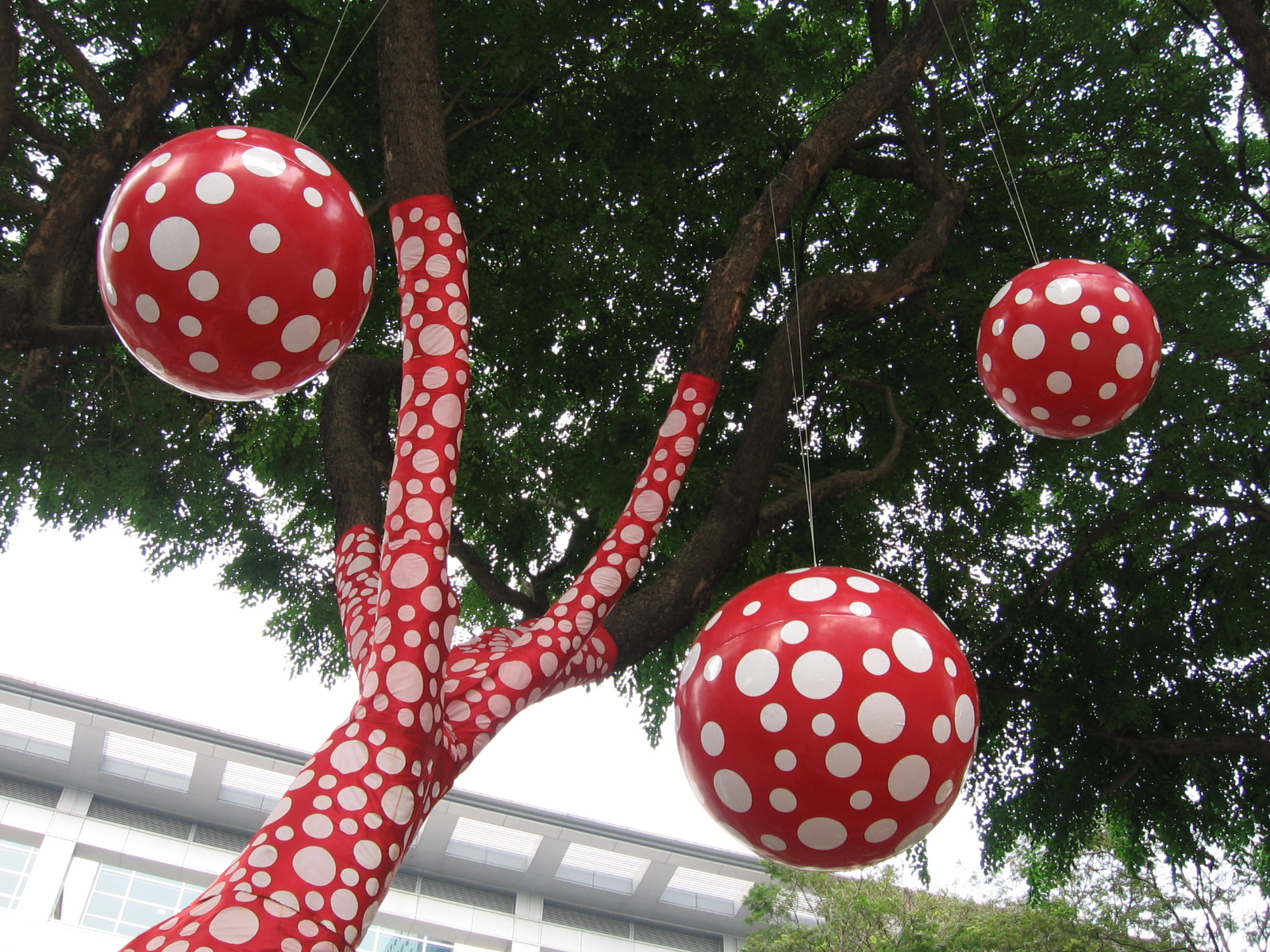
Detail Polkadots on Trees, Singapore Biennale (2006)
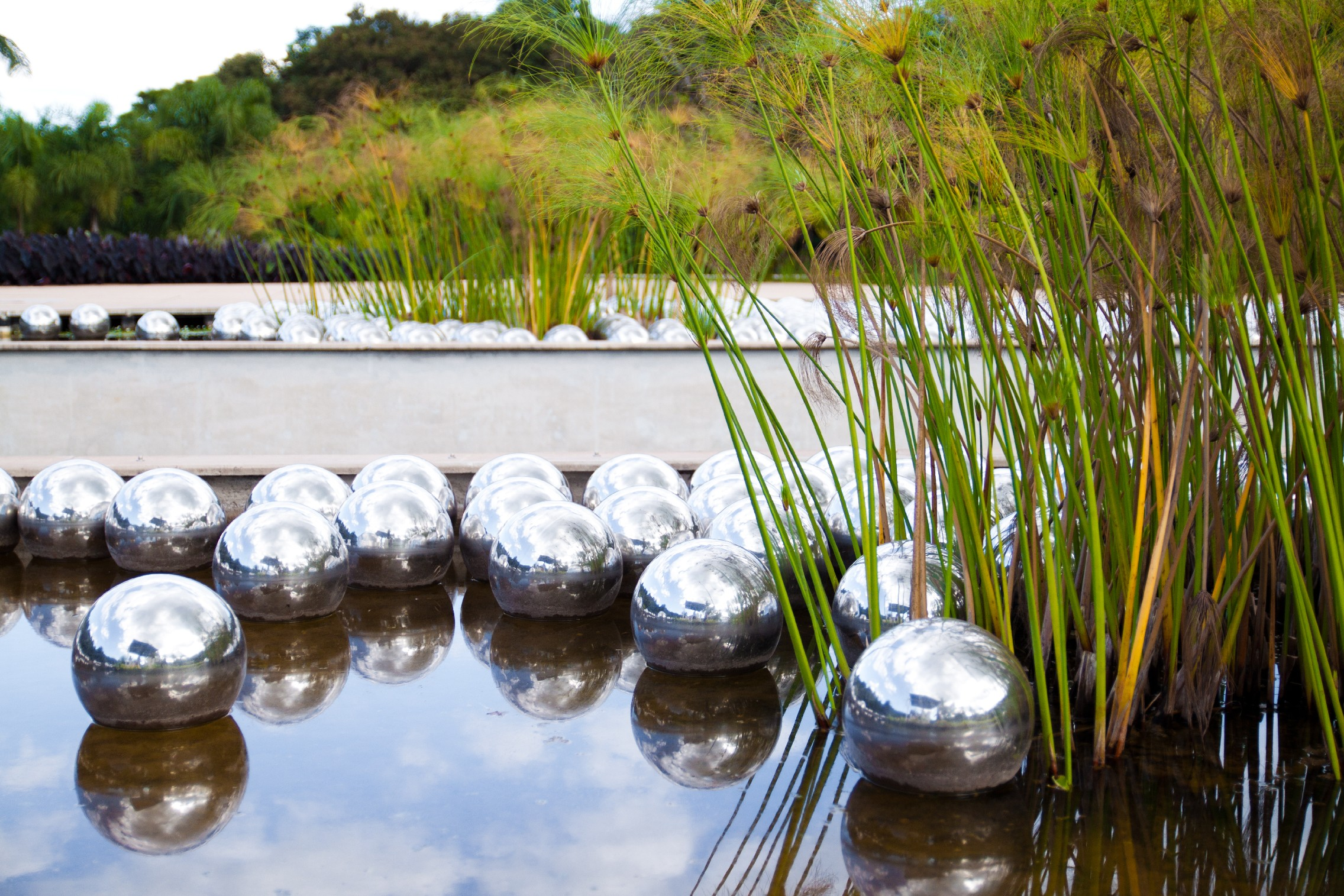
Detailansicht der Installation Inhotim
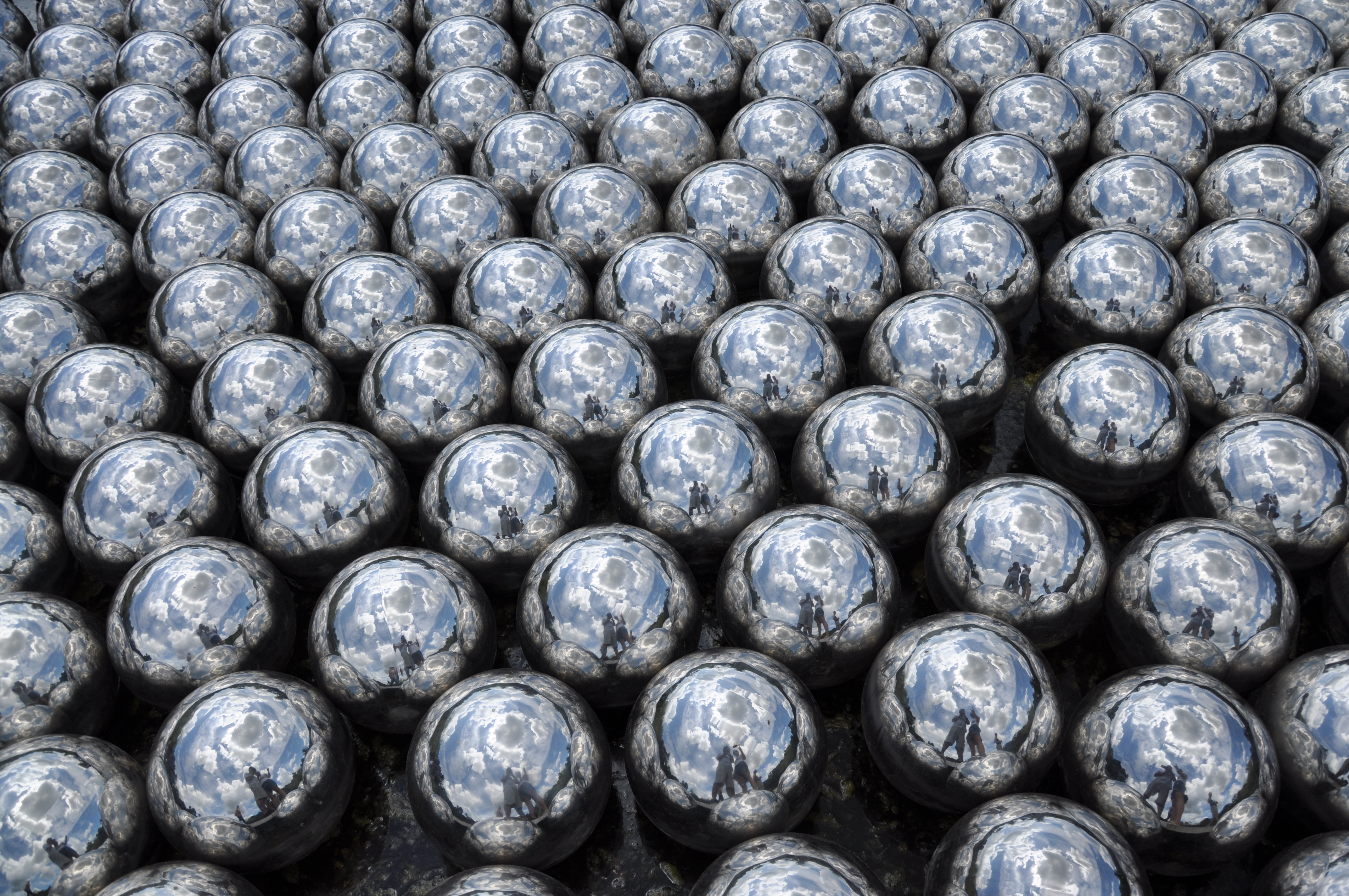
Detailansicht der Installation Inhotim
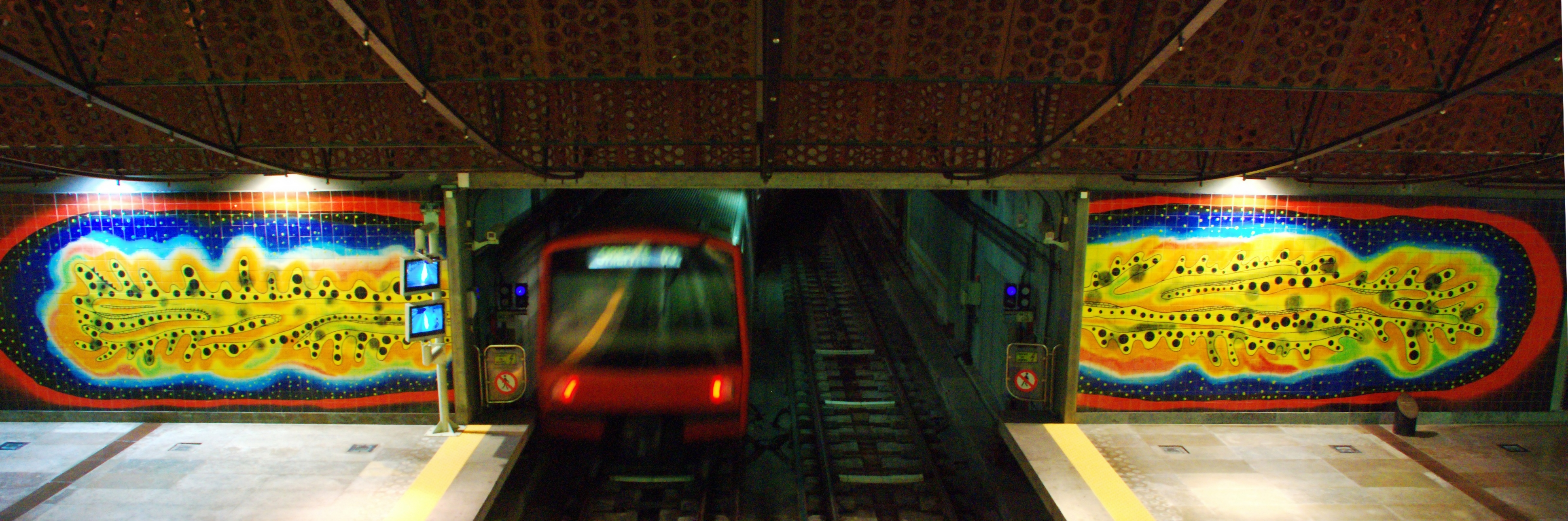
Wandbild im U-Bahnhof Oriente, Weltausstellung Lissabon

## Wieder in Japan
Zurück in Japan ging Kusama 1977 freiwillig in eine psychiatrische Klinik, in der sie bis heute lebt und arbeitet. In den späten 1980ern hatte Kusama in Japan mehrere Einzelausstellungen, mit denen sie ebenso in Europa wieder bekannt wurde. 1993 wurden ihre Arbeiten auf der 44. Biennale in Venedig gezeigt.
Kusama arbeitete 1992 mit Peter Gabriel zusammen, als sie eine von 11 Künstlern war, die Bilder für Gabriels Art From Us-Projekt schufen. Das von David Scheinmann fotografierte Artwork der CD-Single Lovetown von Gabriel von 1993 zeigt einen Ausschnitt aus dem Bild US (The Return of Eternity) von Yayoi Kusama, deren Arbeit auch das Musikvideo des Liedes inspirierte. 1996 kuratierte sie einen von vier Songs (Mud: Come Talk to Me) für die multimediale CD-ROM-Produktion Eve von Peter Gabriel.
Kusama arbeitet weiter an ihrem Gesamtwerk mit Variationen der Polka Dots und Infinity Nets. Mehrere Rauminstallationen wie Dots Obsession von 1999 und 2007, als eine Projektion von Lichtpunkten in einem Raum 2001 in Odense, verfolgten das Thema weiter.
2006 wurde sie mit dem Praemium Imperiale („Nobelpreis der Künste“) in der Sparte Malerei ausgezeichnet, 2009 zur Bunka Kōrōsha, einer Person mit besonderen kulturellen Verdiensten, ernannt. 2012 wurde sie als Ehrenmitglied in die American Academy of Arts and Letters gewählt. 2016 wurde sie mit dem Kulturorden ausgezeichnet.

## Ausstellungen
- 2007: dots obsession love transformed into dots, Haus der Kunst (München), 9. Februar 2007 bis 6. Mai 2007.
- 2014: Happy Birthday! 20 Jahre Sammlung Goetz. (Gruppenausstellung), Sammlung Goetz, München[8], Katalog.
- 2015: Infinity Theory, Garage Museum of Contemporary Art, Moskau, 12. Juni bis 9. August
- 2015/16: I UENDELIGHEDEN, Louisiana Museum of Modern Art, Humlebæk, 17. September 2015 bis 24. Januar 2016
- 2017: Yayoi Kusama: Infinity Mirrors, Hirshhorn Museum und Sculpture Garden, Washington, D.C.[9]
- 2021: Yayoi Kusama: Eine Retrospektive. A Bouquet of Love I Saw in the Universe, Gropiusbau, Berlin, 23. April bis 25. August 2021.[10]
- 2021: Yayoi Kusama: Infinity Mirror Rooms, Tate Modern, London[11]
- 2025: Yayoi Kusama, Fondation Beyeler, Riehen[12]

## Yayoi Kusama Museum in Tokio
Ende September 2017 eröffnete die Künstlerin in Tokyo ihr eigenes Museum. Es ist ihrem Werk gewidmet und wird von einer Stiftung betrieben, die Yayoi Kusama gründete, um für die Ausstellung ihrer Bilder und Installationen nach ihrem Tod zu sorgen. Halbjährlich wechselnde Ausstellungen sind geplant. Das fünfstöckige Gebäude befindet sich im Stadtviertel Shinjuku. In der Nähe liegen das Atelier der Künstlerin und die psychiatrische Klinik, in der sie seit 1977 freiwillig lebt.

## Rezeption
Der Kunstberater Yasuaki Ishizaka, ehemaliger Chef von Sotheby’s in Japan urteilte: „Sie ist eine der ersten Japanerinnen – vielleicht sogar die einzige Japanerin –, die eine alle Altersgruppen umfassende große internationale Fangemeinde in Asien, Europa und den USA hat.“